# Georg Oberhäuser

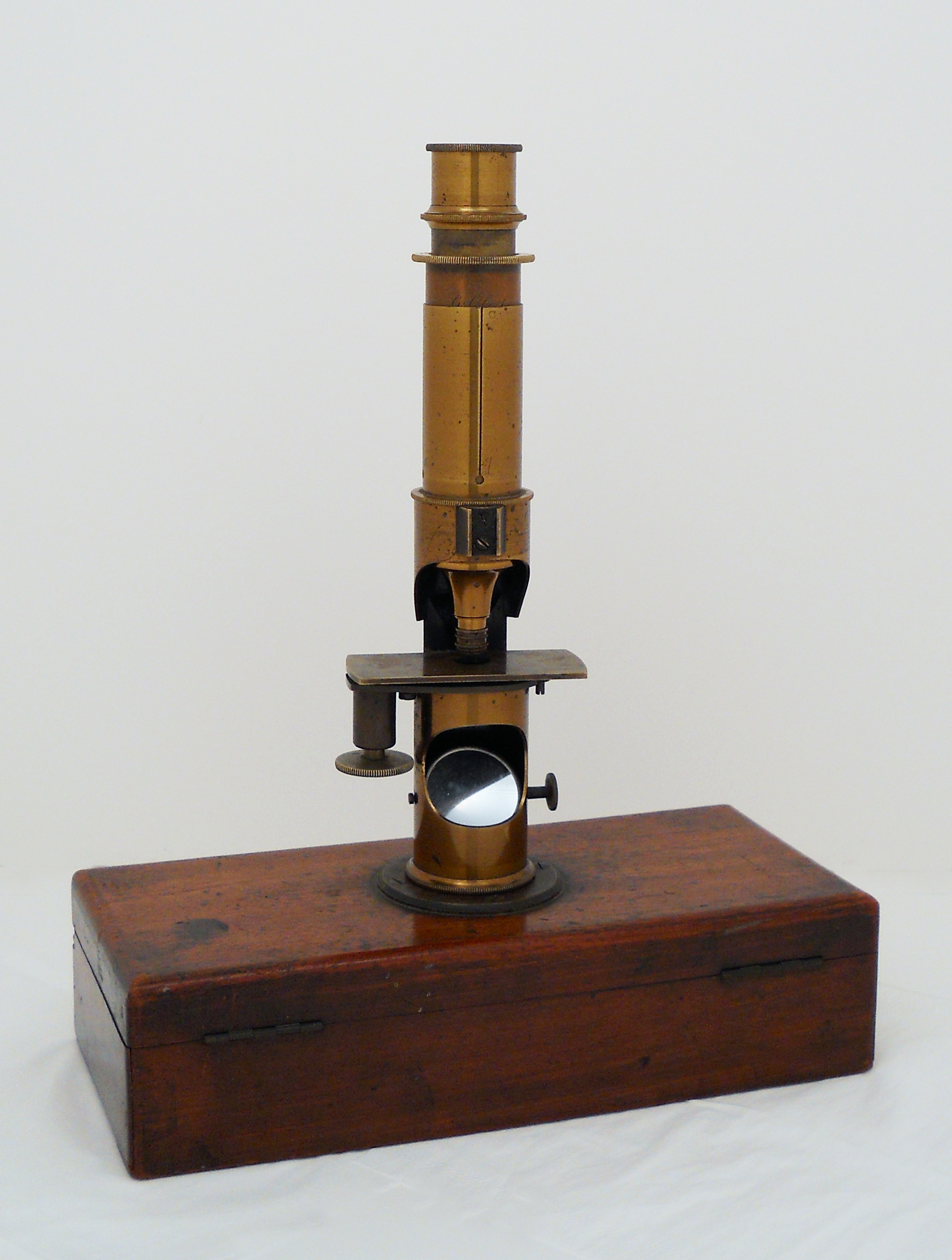
Trommelmikroskop von Oberhäuser

Georg Johann Oberhäuser, auch Georges Oberhaeuser, (* 16. Juli 1798 in Ansbach; † 10. Januar 1868 in Paris) war ein deutscher Optiker, der in Paris wirkte.

## Leben
Der Sohn des Drechslermeisters Michael Adam Oberhäuser (1755–1814) besuchte das Gymnasium in Ansbach und ging anschließend beim Universitätsmechaniker Mouceau in Würzburg in die Lehre. 1816 wanderte er nach Frankreich aus und arbeitete in der mechanischen Werkstatt von Henri Gambey (1787–1847) in Paris. 1822 gründete er einen eigenen kleinen Betrieb. Ab 1830 betrieb er eine optische Werkstatt gemeinsam mit Bouquet und Achille Trécourt, ehe er sich 1837 wieder von seinen Teilhabern trennte.

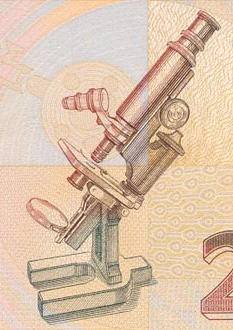
Mikroskop mit Hufeisenstativ von Carl Zeiss auf der 200-DM-Banknote

Oberhäuser entwickelte das Trommelmikroskop in Anlehnung an eine ältere Konstruktion des englischen Instrumentenbauers Benjamin Martin (1705–1782) und stellte es in für damalige Verhältnisse großer Stückzahl (einige Tausend) her. Wegen seiner einfachen und präzisen Mechanik und guten Optik entsprach es den Bedürfnissen seiner Hauptabnehmer, der Mediziner und Botaniker, eher als die Konkurrenzprodukte anderer Optiker. Ab 1835 verbesserte er das Trommelstativ, indem er das Innere mit Blei beschwerte. 1848 führte er den Stativfuß in Hufeisenform ein und prägte so das Aussehen der Lichtmikroskope für die nächsten einhundert Jahre und im Wesentlichen bis heute. Außerdem standardisierte er die Tubuslänge auf 160 Millimeter. Oberhäuser wurde zum führenden Hersteller von Mikroskopen auf dem europäischen Festland.
1854 nahm er seinen Mitarbeiter Edmund Hartnack als Teilhaber auf. Nachdem er sich nach und nach aus dem Geschäft zurückgezogen hatte, übergab er Hartnack, der inzwischen Oberhäusers Nichte, Johanna Maria Louise Kleinod, geheiratet hatte, den Betrieb 1864 vollends. 
Oberhäuser blieb seiner Heimatstadt Ansbach zeit seines Lebens verbunden. Er bedachte die Museen der Stadt mit Schenkungen und gründete eine Stiftung zur Linderung der Armut und Förderung industrieller Zwecke in Ansbach. 1852 machte ihn die Stadt zu ihrem Ehrenbürger.